# 오노정 (가나가와현)
오노정(일본어: 大野町)은 일본 가나가와현 오스미군・나카군에 존재했던 정이다.
현재 히라쓰카시 북동부의 사가미강 서쪽 강변, 국도 129호선을 따라 위치했다. 본 항에서는 정이 되기 전의 오노촌에 대해서도 서술한다.

## 역사
- 1889년 4월 1일 - 정촌제 시행에 의해 오스미군 오노촌이 성립하였다.
- 1896년 4월 1일 - 군 통합에 의해 오스미군이 유루기군과 통합해, 나카군으로 변경되었다.
- 1944년 2월 11일 - 정으로 승격하였다.
- 1956년 - 
  - 4월 1일 - 도요다촌을 편입하였다.
  - 9월 30일 - 히라쓰카시에 편입해, 동일 오노정은 폐지되었다.

## 참고 문헌
- 角川日本地名大辞典編纂委員会,『角川日本地名大辞典 神奈川県』1984, 角川書店